# Заовражні Пертнури
Заовра́жні Пертну́ри (рос. Заовражные Пертнуры, марій. Вес сер Пӧртнур) — присілок у складі Гірськомарійського району Марій Ел, Росія. Входить до складу Ємешевського сільського поселення.

## Населення
Населення — 76 осіб (2010; 87 у 2002).
Національний склад (станом на 2002 рік):
- гірські марійці — 99 %